# Oliver Setzinger
Oliver Setzinger, född 11 juli 1983, är en österrikisk landslagsspelare i ishockey som spelar för österrikiska EC KAC. Han har spelat i FM-ligan i Finland under flera år: För Tavastehusklubben HPK 2004-2005, för Pelicans från Lahtis 2002-2003 och för Ilves från Tammerfors 1999-2002. Internationellt har Setzinger varit med i flera världsmästerskap och Olympiska vinterspelen 2002.